# Valescus z Taranta
Valescus z Taranta (Vasco, Velasco, Valescon, Balescon de Tarente lub Tharare) (1382-1417) – lekarz portugalski.
Był profesorem w Montpellier. Napisał książki poświęcone medycynie i chirurgii. M. in Philonium pharmaceuticum, et cheiurgicum, de medendis omnibus, cum internis, tum externis humani corporis affectibus, w której omawia dentystykę. Zwrócił pierwszy uwagę na mózg, jako na domniemane siedlisko migreny. Sądził, że rolę tę przypisać można komorom mózgowym.